# Grande província ígnea

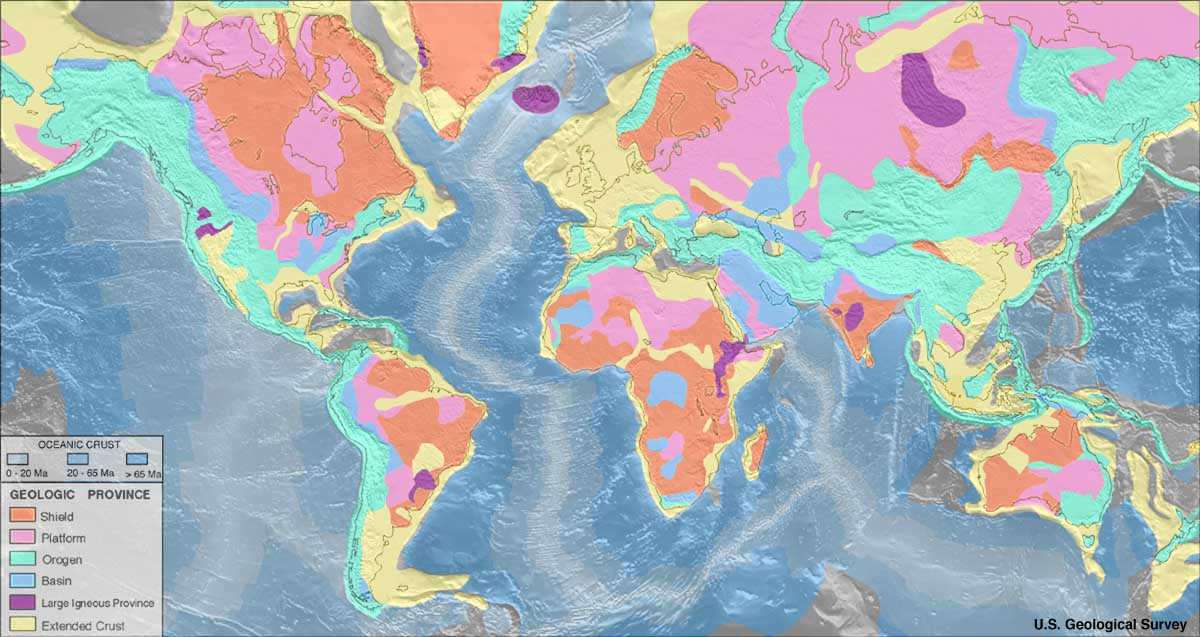
Províncias geológicas mundiais. As grandes províncias ígneas são mostrada como manchas púrpura escuro

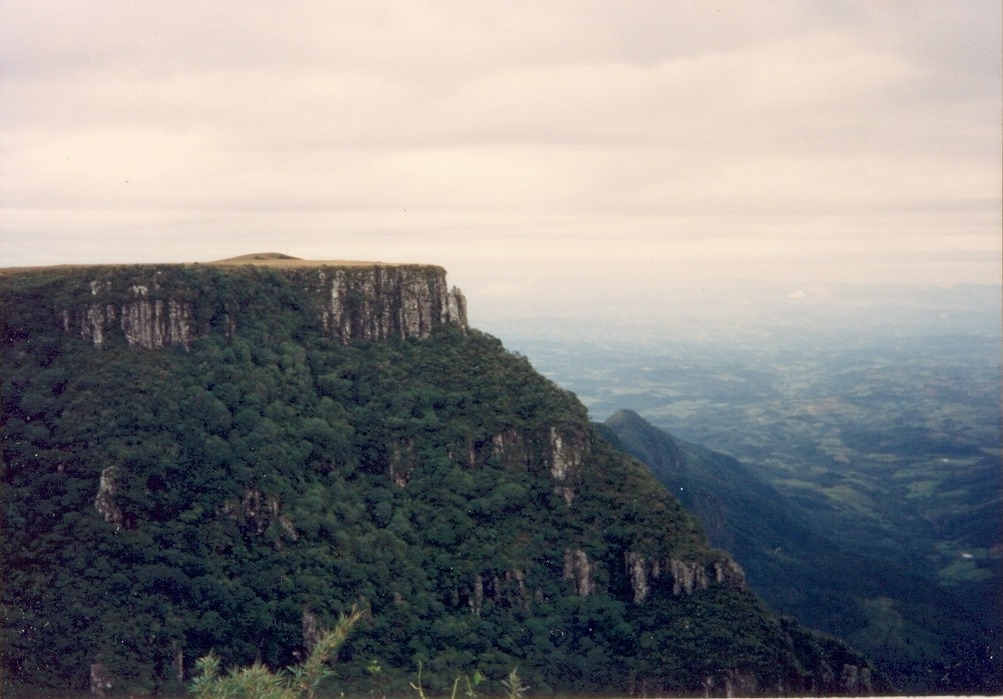
Escarpa da Província magmática do Paraná-Etendeka, Serra do Rio do Rastro, Santa Catarina

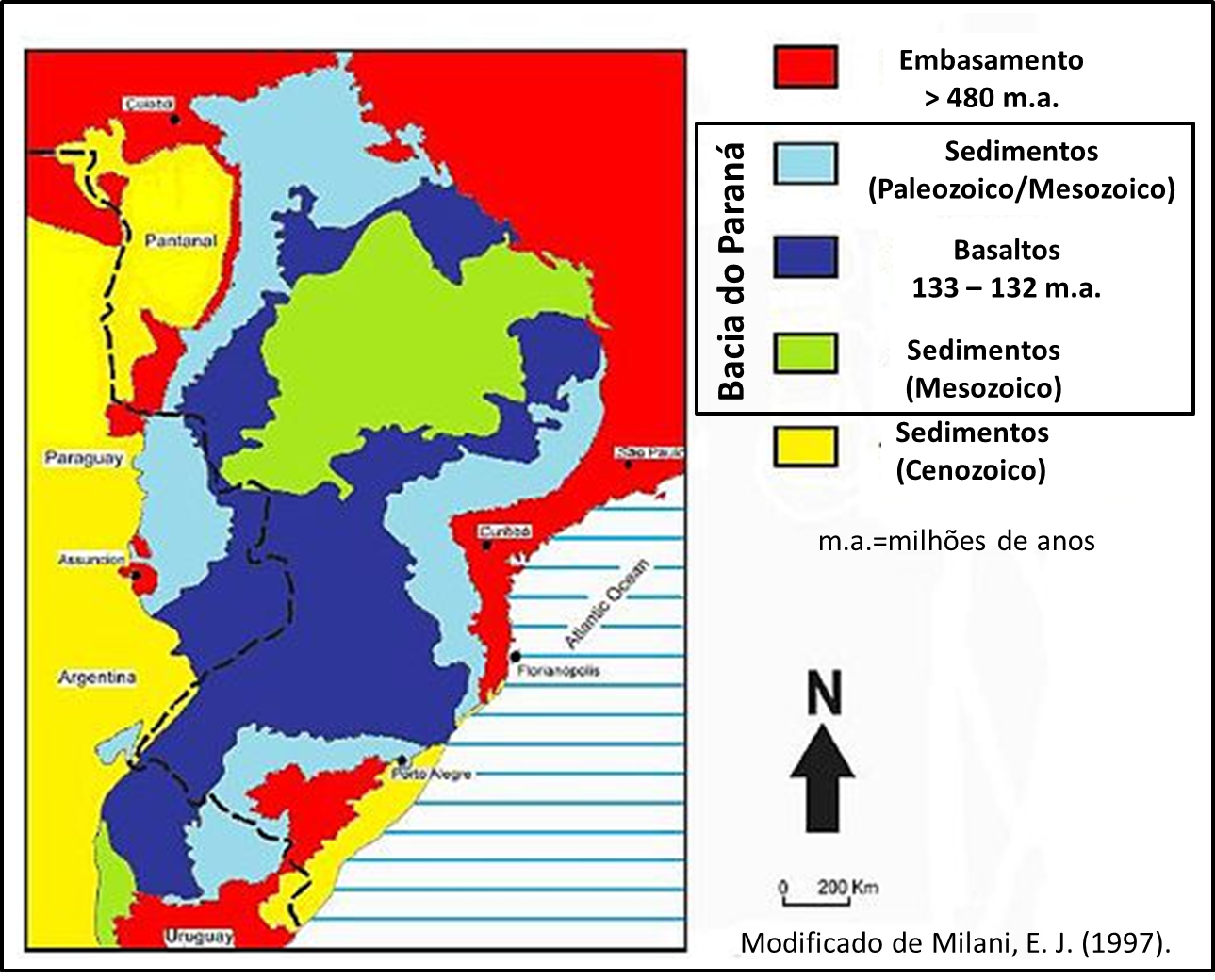
Mapa geológico simplificado da Bacia do Paraná (modificado de Milani, 1997), com a os basaltos da província magmática do Paraná-Etendeka em azul escuro

Uma Grande província ígnea é o resultado de acúmulo de rochas ígneas em áreas extremamente grandes (acima de 100 mil quilômetros quadrados. As rochas resultantes incluem tanto rochas intrusivass como soleira quanto rochas rochas extrusivas, como fluxos delava e depósitos de piroclastos), surgidas quando o magma extravasa na superfície, em tempos geológicos relativamente curtos.
No Brasil, o maior exemplo de uma grande província ígnea é a Província magmática do Paraná-Etendeka, que uma província formadas principalmente por basaltos depositados sobre a crosta continental da América do Sul, na Bacia do Paraná, e que se estende até a Namíbia, com mais de 1,2 milhões de quilômetros quadrados. A Província magmática do Paraná-Etendeka está relacionado à abertura do Oceano Atlântico Sul, durante a Era Mesozoica, quando da fragmentação do supercontinente Gondwana.